# BVG-Baureihe F
Die Großprofil-Baureihe F ist eine der vier nach dem Zweiten Weltkrieg konstruierten Baureihen für das Großprofilnetz der Berliner U-Bahn. Zwischen 1973 und 1994 wurden insgesamt 257 Doppeltriebwagen in sieben Serien ausgeliefert. Die einzelnen Serien unterscheiden sich dabei sehr stark in Aussehen und Antrieb der Wagen.
Der Prototyp mit der Nummer 2500/2501 wurde ab 1973 auf der Berliner U-Bahn getestet. Nach erfolgreichen Fahrversuchen begann die Serienauslieferung im darauffolgenden Jahr. Bis Ende 1981 konnten so schon 112 Doppeltriebwagen ausgeliefert werden (Serien F74 bis F79). Sie waren nötig, um die Wagen der Vorkriegsbaureihe C ersetzen zu können.
Der Nachfolger der Reihe F ist die Großprofil-Baureihe H.

## Wagenbauliches

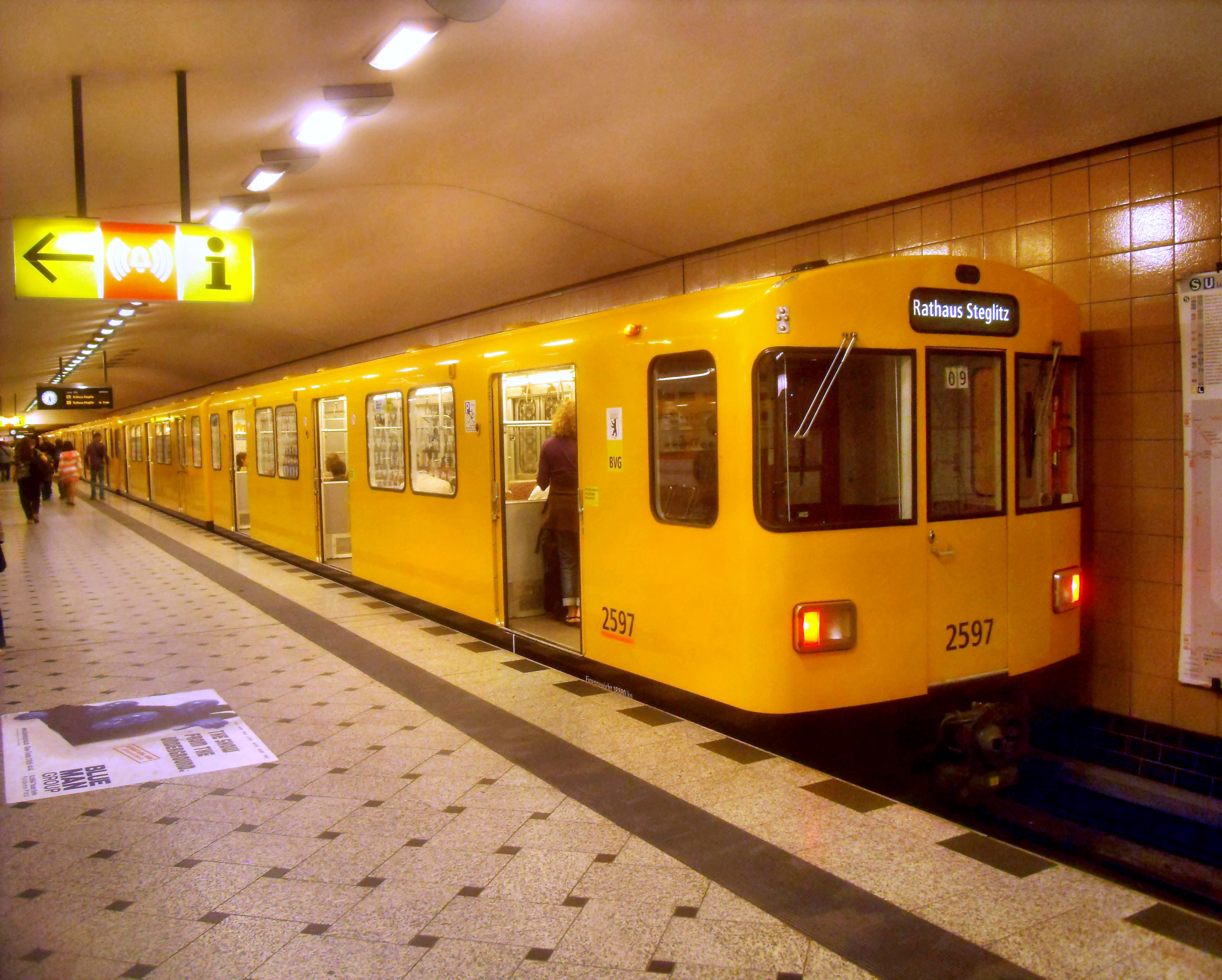
Triebwagen der Serie F76 im Bahnhof Berlin Zoologischer Garten auf der Linie U9

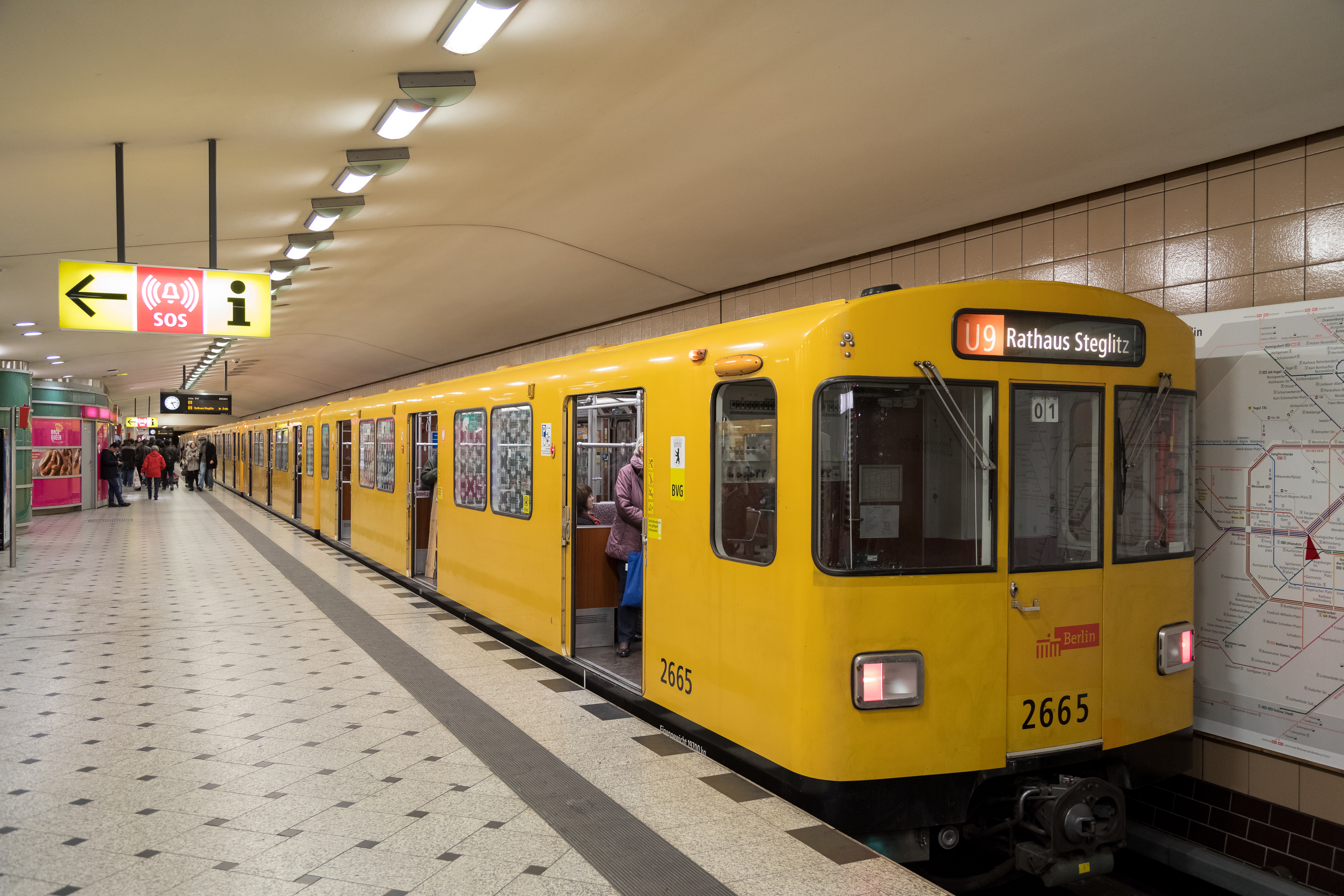
Typ F79.1 als U9 im U-Bahnhof Zoologischer Garten

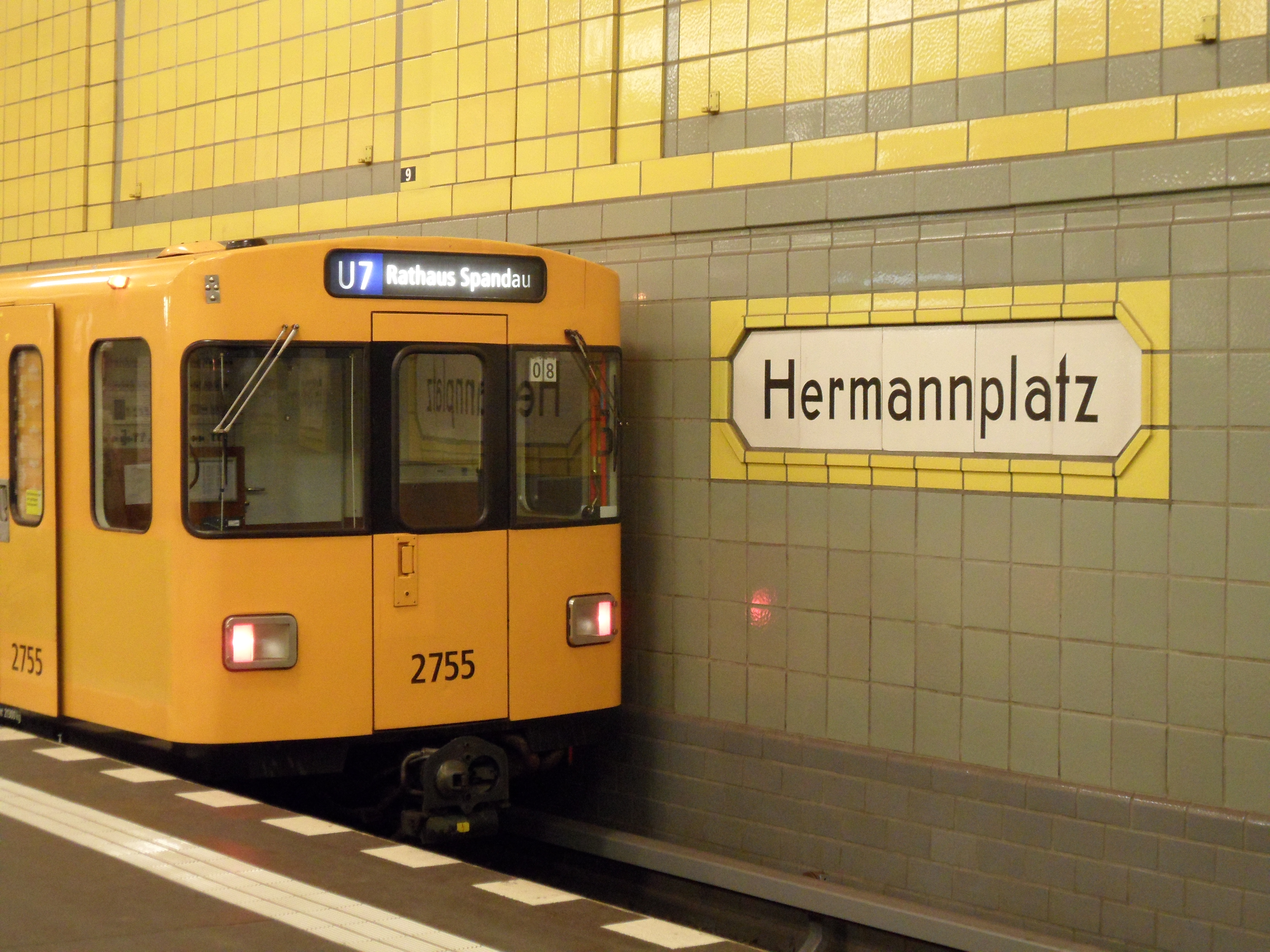
Wagen der Bauart F84 mit geänderter Schlupftür in der Stirnfront und Schwenkschiebetüren auf der Linie U7

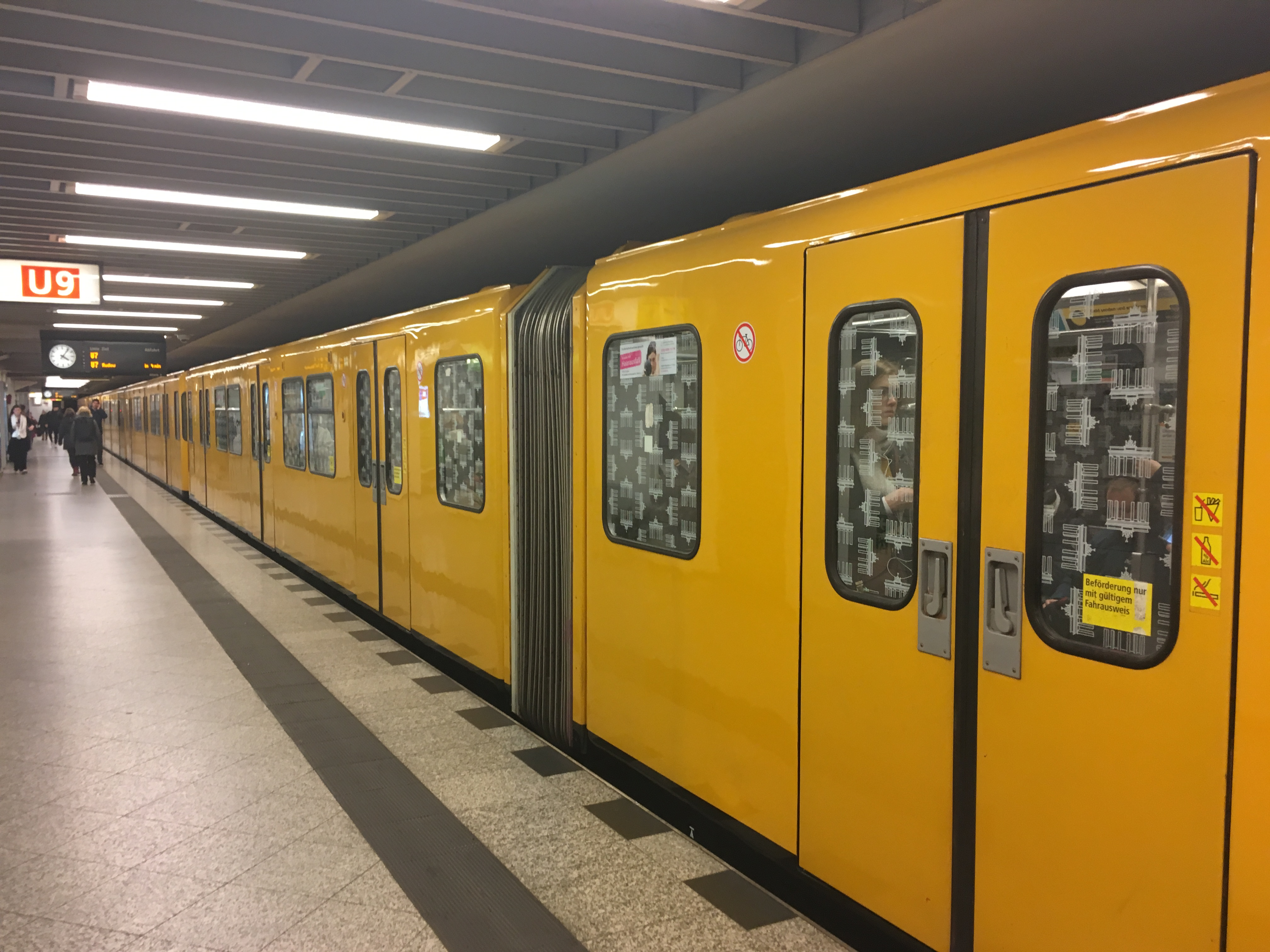
Einheit 2770/2771 mit Wagenübergang in der Station der Linie U7 des U-Bahnhofs Berliner Straße

Der Wagenkastenaufbau ist schlicht und in Leichtmetallbauweise ausgeführt. Von außen sind die Züge sofort an ihren rechteckigen Scheinwerfern und der geänderten Wagenfront (ab F76 auch größere Stirnfenster; andere Scheibenwischer) erkennbar. Die Vorlage für den Aufbau lieferten die Leichtmetallzüge der Baureihe DL, die dann bei den F-Zügen verbessert wurde. Dies ermöglicht bei den U-Bahnzügen des Typs F eine maximale Anfahrbeschleunigung von bis zu 1,5 m/s².
Auch zwischen den einzelnen Wagen des Typs F gibt es weitere Unterschiede in Technik und Design. So haben alle U-Bahnwagen der ersten Bauart F74, vom Standardtyp F abweichend, in Anlehnung an die Baureihe D eine im oberen Teil geneigte Stirnfront sowie kleinere Scheinwerfer, die getrennt als Lampen in rechteckigen Rahmen zusammengefasst sind. Ab den Zügen des Typs F79 kamen Fallblattanzeiger zum Einsatz, welche erstmals Liniennummern erhielten und je nach Linie einen anderen farblichen Hintergrund hatten. Diese wurden ab den 1990er Jahren durch Brosebänder ersetzt. Die F90/92 besaßen diese Brosebänder ebenfalls mit Liniennummern bereits ab Werk. Die einzige Schaltwerkserie, die bisher Liniennummern in den Brosebändern bekamen, waren die F79. Dies ändert sich mit dem Ertüchtigungsprogramm des Typs F, denn dort sollen die dann als F76E ertüchtigten Züge ebenfalls ein Linienzielrollband erhalten.
Bei den zuletzt gebauten Wagen des Typs F (ab Bauart F84) mit Drehstromantrieb ist optisch vor allem durch die Schwenkschiebetüren und das schwarze Frontfensterband als Folge der umgestalteten Schlupftür ein Unterschied auszumachen. Eine Ausnahme bildete die Bauserie F79.3, die als erste Bauserie mit Drehstromantrieben ausgerüstet wurde, allerdings bereits 2003 wegen Problemen bei der Ersatzteilbeschaffung vollständig ausgemustert wurde. Diese Fahrzeuge waren optisch identisch mit den anderen F79.
Bei der Einheit 2770/2771 wurden 1993 die Schlupftüren zwischen den beiden Wagen durch einen Wagenübergang mit Faltenbalg als Test für die Baureihe H ersetzt.
Gegenüber den DL-Wagen sind die F-Züge zwanzig Zentimeter länger, wodurch zum einen die Führerstände und zum anderen die lichte Weite der Türen vergrößert werden konnte. Die Wagen der Reihe F sind die einzigen bei der U-Bahn Berlin, in denen auch Quersitze vorhanden sind. Lediglich in der Einheit 5018 der Baureihe H sind auf einer Seite ebenfalls Quersitze eingebaut, in den Endwagen (5018-1 und 5018-6) jedoch wurde darauf verzichtet. Möglich wurde es, weil die Wände der Wagenkästen dünner ausgeführt wurden, um so indirekt mehr Platz in der Fahrgastzelle zu schaffen.
Die zulässige Höchstgeschwindigkeit aller Wagen der Reihe F beträgt 70 km/h, wobei die Drehstromzüge ursprünglich für 80 km/h ausgelegt waren.

## Typen

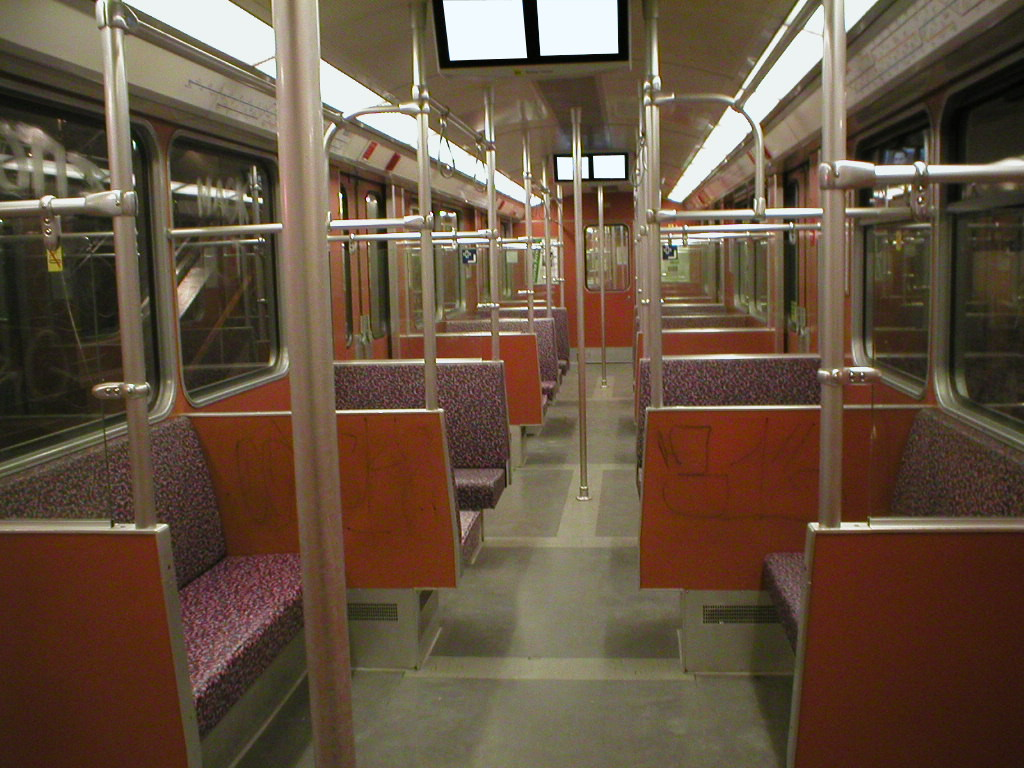
Innenraum des Zugtyps F87 (vor der Sanierung)

Im Allgemeinen werden die Schaltwerktypen F74 bis F79 sowie die Drehstromtypen F84 bis F92 zusammengefasst. Eine Ausnahme bildet dabei die Unterserie F79.3, die gegenüber den Vorgängerserien Drehstromantriebe aufweist. Diese wurde bei den späteren Serien weiter übernommen. Jedoch ist kein Fahrzeug der Bauart F79.3 mehr im Einsatz. Die letzten „Überreste“ dieser Klein-Generation verblieben am U-Bahnhof Jungfernheide als Feuerwehr-Übungsfahrzeuge.
Eine weitere Besonderheit wies die F76-Einheit 2578/79 auf, die als erster U-Bahnzug Europas mit Drehstromtechnik ausgeliefert wurde. Optisch unterschied er sich durch eine rote Bauchbinde mit der Aufschrift „Erster U-Bahnzug mit Drehstromtechnik“. Die Technik wurde im Frühjahr 1980 ausgebaut und der Doppeltriebwagen baulich den restlichen F76-Einheiten angepasst.
Äußerlich sind die zuletzt gelieferten Fahrzeuge daran zu erkennen, dass die Türen bündig mit dem Wagenkasten abschließen und nicht eingezogen sind. Es handelt sich hierbei um Außenschwenkschiebetüren. Der Vorteil der Türen ist die Vereinfachung der Kastenkonstruktion durch die entfallenen Türtaschen und die erleichterte mechanische Außenreinigung.
Die Doppeltriebwagen 2500/2501 bis 2554/2555 (alle Wagen der Bauart F74) sowie diverse F76 und F79 waren mit Fahrzeuggeräten der linienförmigen Zugbeeinflussung für den halbautomatischen Betrieb ausgerüstet, sie verkehrten so bis Ende der 1990er Jahre auf der U9. Danach wurden die LZB-Fahrzeugeinrichtungen ausgebaut, da sie als veraltet galten.
Züge des Typs F79 kamen seit dem 8. August 2009 auf der neuen U-Bahn-Linie 55 zum Einsatz, da die moderneren Züge der Baureihe H nicht teilbar sind. Dies betraf die sanierten Wagen 2658/59, 2660/61, 2668/69 und 2674/75. Der Doppeltriebwagen 2660/61 wurde jedoch von der U55 wieder abgezogen und war seitdem auf den von der Betriebswerkstatt Friedrichsfelde bedienten Linien U5, U8 und U9 anzutreffen.
Seit der sechsmonatigen Sperrung der U55 im zweiten Halbjahr 2018 sind auch die restlichen F79 von der Linie abgezogen und abgestellt bzw. bereits ausgemustert worden, einschließlich der Einheit 2660/61, welche zuletzt sogar noch eine kleine Anpassung bekam (Türmechanik entsprechend der F74E/F76E angepasst). 
Seit der Wiederaufnahme des Betriebes der U55 wurden bis März 2020 drei Einheiten der ertüchtigten Serie F76E eingesetzt, hierbei handelt es sich um die Doppeltriebwagen 2558/59, 2602/03 und 2622/23.

## Modernisierung

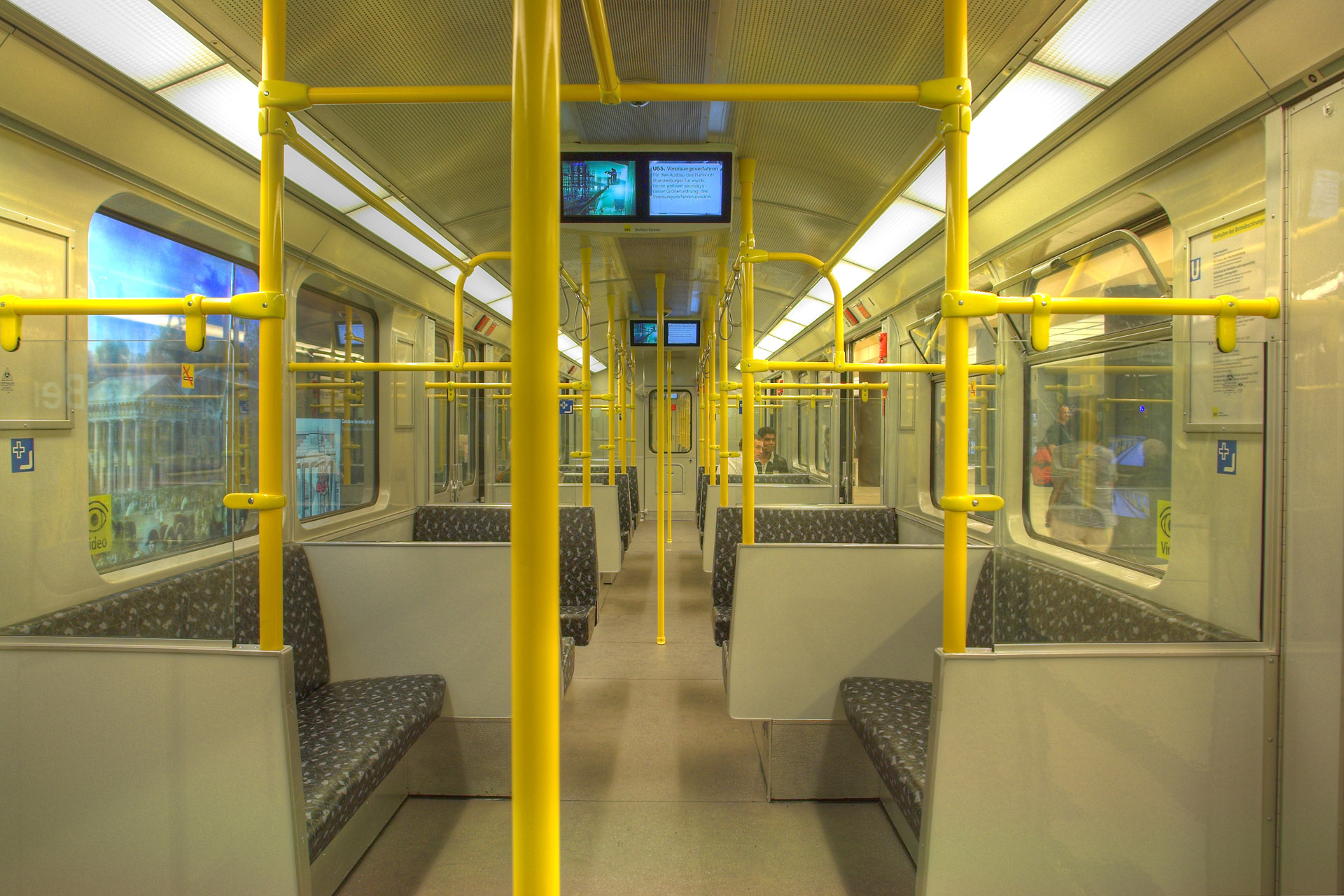
Modernisierter Innenraum eines F79 auf der U55

Die Schaltwerkserien F74 und F76 sind ab Ende Dezember 2011 bis September 2018 einer Komplettmodernisierung bzw. -ertüchtigung unterzogen worden. Sie wurden technisch aufgewertet, im Innenraum wie die Wagen auf der Linie U55 farblich gestaltet und mit einem Mehrzweckabteil ausgestattet. Außerdem wurde die Türmechanik grundlegend verändert: Die Griffe wurden durch Drucktasten ersetzt, ebenso kam eine neue Druckluftsteuerung hinzu. Diese Züge sind auch weiterhin mit dem Rest der F-Serie kuppelbar. Die Baureihe F79 sollte ebenfalls dieser technischen Modernisierung unterzogen werden, aufgrund ihres schlechten Gesamtzustandes wurden die F79 aus dem Programm wieder herausgenommen. Ein Großteil erhielt lediglich eine Notstands-Hauptuntersuchung, in welcher die Sitze ausgetauscht und die Türmechanik entsprechend der FE umgebaut wurde. Der erste Doppeltriebwagen der Baureihe F74 wurde bis Juni 2012 ertüchtigt und war zunächst ausschließlich auf der U5 im Einsatz, allerdings auch nur in der Zugmitte. Bei den Testfahrten auf der U5 stellte sich heraus, dass die ertüchtigten Züge untereinander gekuppelt schlecht liefen, weshalb sie noch öfters zwischen anderen nicht ertüchtigten Triebwagen fuhren. Für sämtliche Probleme wurden Lösungen gesucht, damit sie fehlerfrei in einem Verband fahren können. Zudem ereignete sich ein Vorfall bei der direkten Wiederinbetriebnahme der Einheit 2520/21. Diese Einheit wurde wegen eines Umformerschadens abgestellt. Die BVG vermieden seitdem bis zum Fahrplanwechsel 2012 das typenreine Kuppeln modernisierter F74. Seit dem 9. Dezember 2012 wird nun auch wieder typenrein gefahren und es gab seitdem keine nennenswerten Störungen. Die ertüchtigten Züge verkehren seitdem auch auf anderen Linien, zum Beispiel auf der U8 und nun auch an der Spitze.
Der letzte ertüchtigte F74-Zug (Einheit 2548/2549) wurde im September 2018 fertiggestellt. Die Modernisierung der Serie F76 konnte Anfang 2018 mit der Einheit 2626/2627 abgeschlossen werden, es wurden 40 der ursprünglich 41 Einheiten ertüchtigt. Die Wagen 2628/2629 waren zu diesem Zeitpunkt bereits verschrottet, nachdem sie bei der Einfahrt in die Kehranlage Biesdorf-Süd im Jahr 2004 entgleist waren. Sie dienten bis zur Verschrottung im April 2006 als Ersatzteilspender.
Alle ertüchtigten Einheiten werden unter der Kennung F74E bzw. F76E, generell jedoch vereinfacht als FE geführt, da sie sich praktisch nur noch optisch (Stirnfronten) unterscheiden, technisch jedoch nahezu identisch sind.
Im Frühjahr 2020 wurden die Zugschlusslampen der F76E-Einheiten 2594 bis 2599 auf LED-Technik umgerüstet. Alle anderen F-Einheiten (außer F79) sollen folgen.

## Einsatz

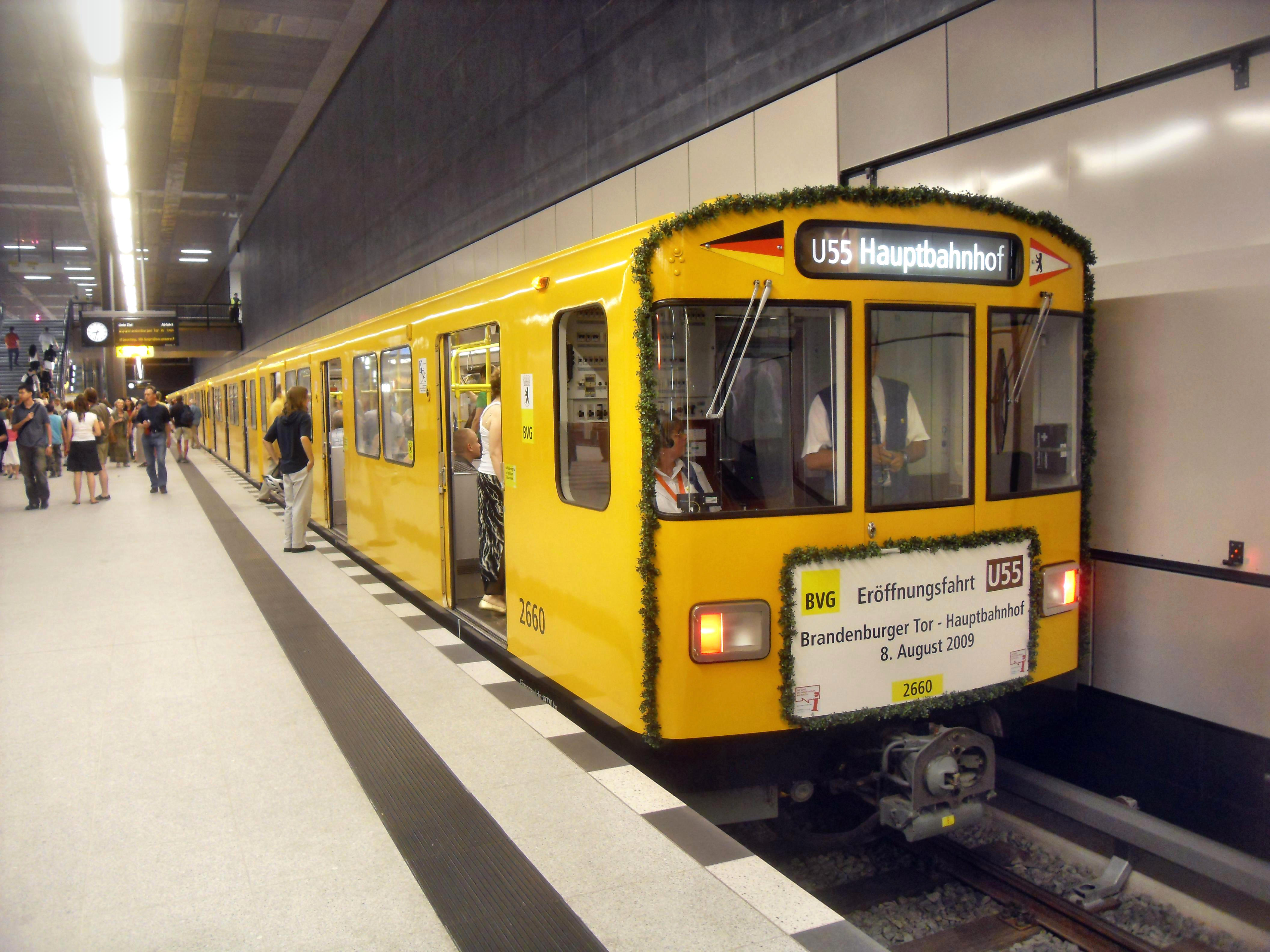
Eröffnungswagen der neuen U55 mit Triebwagen der BVG-Baureihe F79

Die Wagen der Typen F74 bis F79 fahren vornehmlich auf der U9, die seit dem Einsatzbeginn ihre Stammstrecke ist. Auch sind sie seit der Ausmusterung des Typs D auf den Linien U5 und U8 anzutreffen, wo jedoch häufiger die BVG-Baureihe H eingesetzt wird. Die Drehstrom-F-Züge fahren ausschließlich auf den Linien U6 und U7, seltener auch auf der U8 und U9. Bis 2004 war die Linie U8 Stammeinsatzgebiet der Drehstrom-Züge.
Im November 2017 wurde bekannt, dass die Wagen der Baureihe F79 unter stärker werdenden Mängeln an den Aluminium-Wagenkästen leiden, in denen sich zunehmend Risse ausbreiten. Ursprünglich sollte dieser Entwicklung mit der geplanten Ertüchtigung entgegengewirkt werden, allerdings sind die Schäden größer als angenommen, so dass die technische Aufsichtsbehörde entschied, dass die BVG alle F79 ab 2019 ausmustern muss. Die Züge werden dann 40 Jahre alt sein. Tatsächlich wurde mit der umfangreichen Ausmusterung der Baureihe F79 bereits 2018 begonnen. So sank der Bestand von 34 Einheiten im Januar 2018 auf 13 Einheiten im Dezember desselben Jahres. Mit der Ausmusterung der letzten Einheit 2710/11 endete der Einsatz der F79 am 15. Oktober 2021.
In der Vergangenheit sind bereits zahlreiche weitere Einheiten der Baureihe F ausgemustert worden, darunter u. a. der erstgebaute F-Zug 2500/01, weitere F74 und ein F76. Bereits um die Jahrtausendwende wurde die gesamte Bauserie F79.3 ausgemustert. 
Die zwischen 2012 und 2018 vollständig ertüchtigten F74 und F76 sowie die später hergestellten Drehstrom-F-Züge sind von den Ausmusterungen bislang nicht betroffen, mit Ausnahme eines F74E, der nach einem Verschubunfall 2021 abgestellt wurde.